# Michel Müller

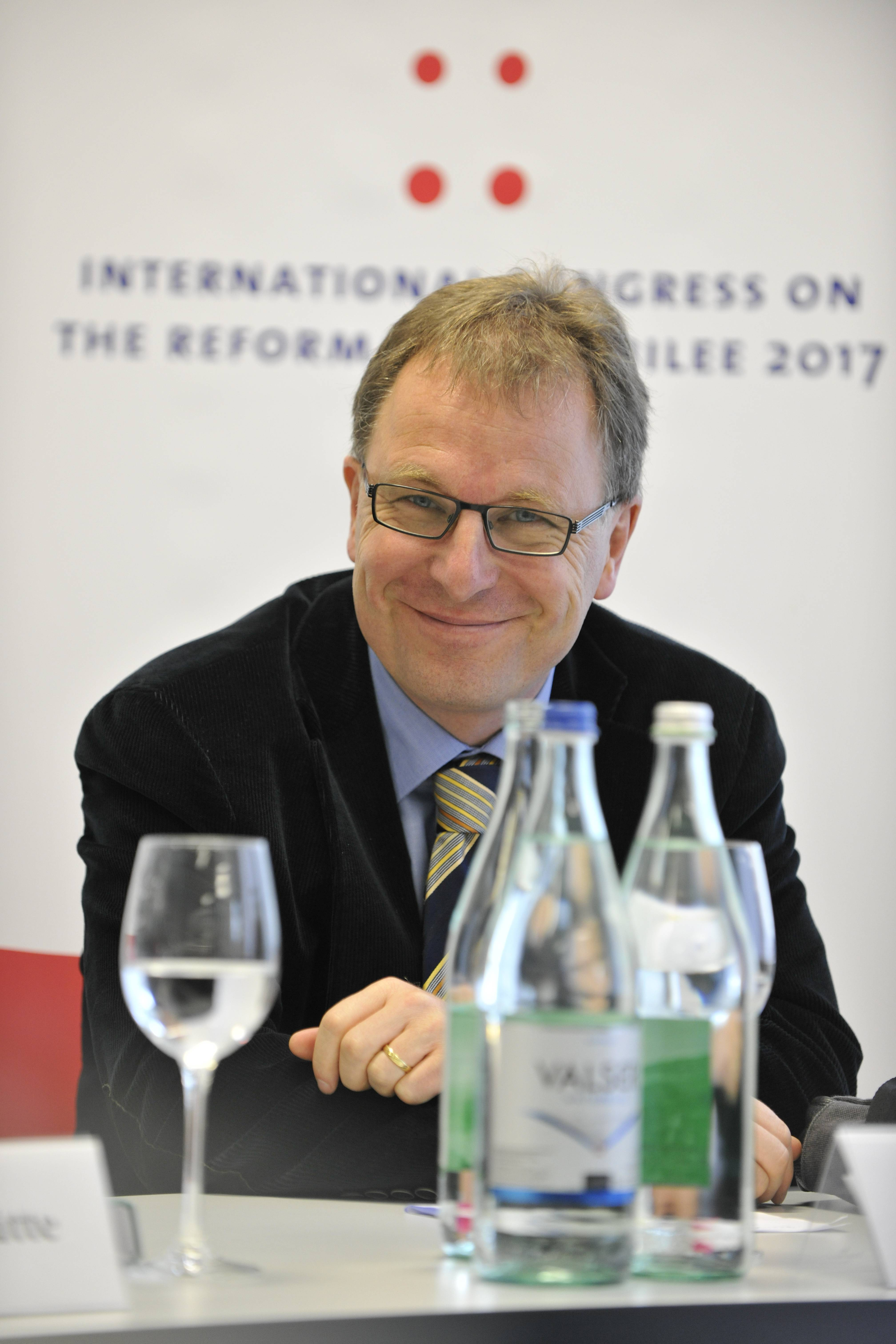
Michel Müller (2013)

Michel Müller (* 2. Februar 1964 in Basel) ist ein Schweizer Pfarrer und war von 2011 bis 2023 Kirchenratspräsident der Evangelisch-reformierten Landeskirche des Kantons Zürich.

## Leben
Müller ist in Dietikon, Urdorf und Allschwil aufgewachsen und beendete seine Schulausbildung 1983 in Basel mit der Matura. Von 1983 bis 1989 studierte er Evangelische Theologie an der Universität Basel. Während des Studiums arbeitete er als Religionslehrer, engagierte sich in der Jugendarbeit des Cevi und bei der Gassenkürche Basel. Sein Vikariat absolvierte Müller in der reformierten Kirchgemeinde Thürnen/Böckten/Diepflingen im Kanton Basel-Landschaft.
Von 1994 bis 2011 war er Pfarrer in Thalwil. In der Zürcher Kirchensynode war er ab 1999 Mitglied und ab 2004 Vorstandsmitglied und 2010/11 Präsident des Synodalvereins, einer der vier Synodefraktionen. Ebenfalls war Müller von 2007 bis Ende 2023 Abgeordneter der Evangelisch-reformierten Kirche Schweiz.
Bei der Synode vom 15. März 2011 wurde er im vierten Wahlgang als Nachfolger von Ruedi Reich zum Präsidenten des Kirchenrats gewählt. Dieses Amt versah er bis Ende 2023. Seit anfangs 2024 dient Michel Müller als Pfarrer in der Reformierten Teilkirchgemeinde Rigi-Südseite im Kanton Luzern.
Michel Müller hat drei Kinder.